# اچ‌ام‌اس هیاکینس (۱۸۸۱)
اچ‌ام‌اس هیاکینس (۱۸۸۱) (به انگلیسی: HMS Hyacinth (1881)) یک کشتی بود که طول آن ۲۰۰ فوت (۶۱ متر) بود. این کشتی در سال ۱۸۸۱ ساخته شد.